# رودنیکووی (داغستان)
رودنیکووی (به لاتین: Rodnikovy) یک منطقهٔ مسکونی در روسیه است که در شهرستان کایتاگسکی واقع شده‌است.